# Peeksville (Wisconsin)
Peeksville es un pueblo ubicado en el condado de Ashland en el estado estadounidense de Wisconsin. En el Censo de 2010 tenía una población de 141 habitantes y una densidad poblacional de 1,48 personas por km².

## Geografía
Peeksville se encuentra ubicado en las coordenadas 46°6′46″N 90°30′19″O / 46.11278, -90.50528. Según la Oficina del Censo de los Estados Unidos, Peeksville tiene una superficie total de 95.56 km², de la cual 95.28 km² corresponden a tierra firme y (0.29%) 0.28 km² es agua.

## Demografía
Según el censo de 2010, había 141 personas residiendo en Peeksville. La densidad de población era de 1,48 hab./km². De los 141 habitantes, Peeksville estaba compuesto por el 98.58% blancos, el 0% eran afroamericanos, el 0% eran amerindios, el 0% eran asiáticos, el 0% eran isleños del Pacífico, el 0% eran de otras razas y el 1.42% pertenecían a dos o más razas. Del total de la población el 0% eran hispanos o latinos de cualquier raza.